# Am Rohm
Am Rohm, oder auch einfach Rohm, ist eine Ortslage im Norden der bergischen Großstadt Wuppertal. Die aus einem frühneuzeitlichen Hof hervorgegangene Ortslage fiel gegen Ende des 20. Jahrhunderts zeitweise wüst und ist heute wieder mit einem Wohngebiet bebaut.

## Lage und Beschreibung
Die Ortslage liegt auf einer Höhe von 264 m ü. NHN im Bereich der Straßen Am Rohm und Paul-Ehrlich-Straße im Süden des Wohnquartiers Eckbusch im Stadtbezirk Uellendahl-Katernberg. Benachbarte Ortslagen sind das unmittelbar nebenan liegende Am Steinberg, In den Birken, Am Luhnberg, An der Eiche, Am Baum, Hosfelds Katernberg, Herberts Katernberg, Vogels Katernberg, An der Straße, Grenze Jagdhaus, Lipkenskothen und die Hochhaussiedlung am Eckbusch.

## Etymologie und Geschichte
Rohm wird von Ram abgeleitet und hat die Bedeutung Schmutz, Sumpfgebiet.
Die Ortslage ist aus einem Hof hervorgegangen, der bereits 1602 in einer Aufstellung der Reichstürkenhilfe in der Herrschaft Hardenberg urkundlich erwähnt wird. Er gehörte zu dieser Zeit zur Hardenberger Bauerschaft Unterste Siebeneick. Der Hof ist als aufm Rom auf der Topographia Ducatus Montani des Erich Philipp Ploennies aus dem Jahre 1715 verzeichnet. 1815/16 besaß der Ort 26 Einwohner.
1832 gehörte der Ort zur Katernberger Rotte des ländlichen Außenbezirks des Kirchspiels und der Stadt Elberfeld. Der laut der Statistik und Topographie des Regierungsbezirks Düsseldorf als Ackerhof kategorisierte Ort wurde als auf dem Rohm bezeichnet und besaß zu dieser Zeit zwei Wohnhäuser und drei landwirtschaftliche Gebäude. Zu dieser Zeit lebten 20 Einwohner im Ort, alle evangelischen Glaubens. Ende des 19. Jahrhunderts und im frühen 20. Jahrhundert trug der Wohnplatz auf Karten durchgängig den Namen Rohm, ab der Mitte des 20. Jahrhunderts überwiegend den Namen Am Rohm.
Der Hof wurde um 1970 abgetragen und der Wohnplatz fiel wüst. Ab Mitte der 1980er Jahre wurde der Siedlungsplatz mit einer Neubausiedlung großflächig bebaut. Eine neue, das Wohngebiet erschließende Straße wurde nach dem alten Hof wieder Am Rohm benannt.